# هيروشي تيشيغاهارا
هيروشي تيشيغاهارا (باليابانية: 勅使河原宏) (28 يناير 1927 – 14 أبريل 2001) هو مخرج أفلام ياباني يعد من أشهر وأعظم المخرجين اليابانين، اشتهر بفيلم عام 1964 (امرأة في الكثبان). أخرج في مسيرته ثمان أفلام طويلة وخمسة قصيرة. وهو معروف أيضًا بإخراج أفلام عظيمة مثل (وجه آخر) و(مأزق) الذي كان أول ظهور لتيشيغاهارا في الإخراج. تيشيغاهارا هو أول شخص من أصل آسيوي يتم ترشيحه لجائزة الأوسكار لأفضل مخرج، وقد ترشح في عام 1964 عن عمله فيلم امرأة في الكثبان. وبصرف النظر عن كونه مخرج، مارس تيشيغاهارا أيضًا الفنون الأخرى، مثل الخط، وصناعة الفخار، والرسم.

## السيرة الذاتية
وُلد هيروشي تيشيغاهارا في 28 يناير 1927 في طوكيو، وهو ابن سوفو تيشيغاهارا، مؤسس ومدير مدرسة سوجيتسو ريو في ايكيبانا. تخرج عام 1950 من جامعة طوكيو للفنون أخرج فيلمه الطويل الأول مأزق (1962) ، بالتعاون مع المؤلف كوبو آبي والموسيقي تورو تاكيميتسو. وحصل الفيلم على جائزة هيئة الإذاعة اليابانية، وطوال الستينيات، واصل التعاون مع آبي و تاكيمبتسو بينما كان في نفس الوقت يتابع اهتمامه في الإيكيبانا والنحت على المستوى المهني.
في عام 1965، تم ترشيح فيلم امرأة في الكثبان لجائزة الأوسكار لأفضل فيلم بلغة أجنبية  وفاز بجائزة لجنة التحكيم الخاصة في مهرجان كان السينمائي.  الرغم من أن الفيلم الأصلي لـ امرأة في الكثبان كان 147 دقيقة، فقد اختصره إلى 124 دقيقة عندما تمت دعوته إلى مهرجان كان السينمائي.  في عام 1972، عمل مع الباحث والمترجم الياباني جون ناثان لإنتاج فيلم جنود الصيف، وهو فيلم تم تصويره أثناء حرب فيتنام حول الهاربين الأمريكيين الذين يعيشون على هامش المجتمع الياباني.
ومن منتصف السبعينيات فصاعدًا، عمل بشكل أقل في الأفلام الروائية حيث ركز أكثر على الأفلام الوثائقية والمعارض ومدرسة سوجيتسو وأصبح سيد المدرسة في عام 1980. ثم بدأ بعرض أعماله الفنية في العديد من المتاحف المعروفة، بما في ذلك المتحف الوطني للفن المعاصر في سول، كوريا (1989)، وفي القصر الملكي في ميلانو، إيطاليا (1995) ، ومركز جون ف. كينيدي في واشنطن العاصمة (1996). وفي اليابان، عرض تيشيغاهارا له المنشآت الفنية على الصعيد الوطني، بما في ذلك GEN-ايتشيرو متحف INOKUMA للفن المعاصر في ماروجامي ومتحف هيروشيما المدينة للفن المعاصر.
طوال حياته المهنية ، شارك أيضًا في الإخراج المسرحي والفني، محليًا ودوليًا. أخرج عروضاً مثل أوبرا توراندوت ( ليون ، فرنسا ، 1992؛ جنيف، سويسرا، 1996) ، ومسرحية نوه الأصلية سوسانوه (مهرجان أفينيون المسرحي، 1994) ، وسلوكا من شركة شندراليخا للرقص (1999)، والرقص الأصلي في الهواء الطلق مسرحية سوزانو إيدن (1991).
علاوة على صناعة الأفلام، والإخراج المسرحي، والإخراج الفني، شارك أيضًا في فن الخزف والخط. طوال حياته ومهنته، عبر تيشيغاهارا عن مواهبه الفنية في مختلف المجالات أو الفن على الصعيدين المحلي والدولي. توفي تيشيغاهارا عن عمر يناهز 74 عامًا في 14 أبريل 2001، في مسقط رأسه، طوكيو، اليابان. وفي الذكرى الأولى لوفاته ، 14 أبريل 2002، تم إصدار مجموعة أقراص دي في دي تحتوي على أشهر أعماله في اليابان لإحياء ذكرى ذلك.

## فيلموغرافيا
هذه أعمال هيروشي تيشيغاهارا:
1. 1953 Hoksai، فيلم قصير موسيقي وثائقي وهو عمله الأول .
2. Ikebana 1957 فيلم قصير وثائقي.
3. Tokyo 1958 فيلم وثائقي قصير شارك في إخراجه الكثير من المخرجين من بينهم هو.
4. Pitfall 1962 فيلمه الروائي الطويل الأول ورائعته الأولى و والتي أظهرته لسينما ويعد من أهم أعماله.
5. Sculptures by Sofu - Vita 1963 فيلم وثائقي عن النحات السويسري جان تينغولي الذي كان ينحت تحفة حركية مميزة
6. Woman in the Dunes 1964 تحفته الأهم امرأة في الكثبان أحد الأفلام العشر المفضلة للمخرج الروسي أندريه تاركوفسكي حاصل على جائزة لجنة التحكيم من مهرجان كان ترشح لجوائز عديدة ويعد فيلمه أهم وواحد من أعظم الأفلام في التاريخ السينمائي والياباني.
7. Ako 1964 فيلم قصير درامي
8. The Face of Another 1966 تحفة أخرى ومن بطولة العظيم تاتسويا نكادي الفيلم ذو معاني فلسفين حصل الفيلم على جوائز في حفل توزيع جوائز ماينيتشي السينمائية لأفضل إخراج وأفضل فيلم.
9. The Man Without a Map 1968 فيلمه الروائي الرابع لم يحقق نجاح مثل الفلمين الذي قبليه .
10. Summer Soldiers 1972 فيلمه الروائي الخامس وقد دعي لمهرجان كان.
11. Antonio Gaudi 1984 فيلمه السادس وهو فيلم وثائقي ن أعمال أنطوني غاودي ويعد من أروع الأفلام الوثائقية.
12. Rikyu 1989 فيلمه السابع وهو من أروع أفلامه.
13. Gô-hime 1992 فيلمه الأخير وهو من بطولة الأسطورة تاتسويا ناكادي.

## وفاته وإرثه
توفي تيشيغاهارا عن عمر يناهز 74 عامًا في 14 أبريل 2001 في مسقط رأسه طوكيو، اليابان، بعد معاناته من مرض ابيضاض الدم.
في الذكرى السنوية الأولى لوفاته، في 14 أبريل 2002، تم إصدار مجموعة أقراص دي في دي تحتوي على أشهر أعماله في اليابان إحياءً لذكراه.

## روابط خارجية
- هيروشي تيشيغاهارا على موقع IMDb (الإنجليزية)
- هيروشي تيشيغاهارا على موقع ألو سيني (الفرنسية)
- هيروشي تيشيغاهارا على موقع أول موفي (الإنجليزية)
- هيروشي تيشيغاهارا على موقع قاعدة بيانات الأفلام السويدية (السويدية)
- هيروشي تيشيغاهارا على موقع قاعدة بيانات الفيلم (الإنجليزية)
- هيروشي تيشيغاهارا على موقع كينوبويسك (الروسية)